# Alucita montana
Alucita montana är en fjärilsart som beskrevs av Aleksei Konstantinovich Zagulajev 1993. Alucita montana ingår i släktet Alucita och familjen mångfliksmott, (Alucitidae). Inga underarter finns listade i Catalogue of Life.